# Ticineto
Ticineto là một đô thị ở tỉnh Alessandria trong vùng Piedmont của Italia, có vị trí cách khoảng 70 km về phía đông của Torino và khoảng 20 km về phía bắc của Alessandria. Tại thời điểm ngày 31 tháng 12 năm 2004, đô thị này có dân số 1.381 người và diện tích là 8,2 km².
Ticineto giáp các đô thị: Borgo San Martino, Frassineto Po, Pomaro Monferrato, và Valmacca.